# Hummingbird Heartbeat
"Hummingbird Heartbeat" é uma canção gravada pela cantora americana Katy Perry para seu terceiro álbum de estúdio, Teenage Dream (2010). Foi escrita por Perry, Stacy Barthe e Monte Neuble, com o produtor da música Christopher "Tricky" Stewart. A canção foi inspirada pelo namorado de Perry na época, Russell Brand. Utilizando os gêneros musicais glam metal, rock e música eletrônica dentro de sua composição, "Hummingbird Heartbeat" também tem influência de dance-pop. Liricamente, a canção se compara a sensação de estar no amor à velocidade do batimento cardíaco de um beija-flor.
"Hummingbird Heartbeat" foi enviado para rádio australianas para promover Teenage Dream na semana de 17 de setembro de 2012. A canção recebeu críticas positivas de críticos de música, muitos dos quais rotulou como uma escolha de single potencial. Após o lançamento de Teenage Dream , "Hummingbird Heartbeat" traçado nas regiões mais baixas da Coreia do Sul no South Korea Gaon International Chart, chegando a posição 124.

## Composição e gravação

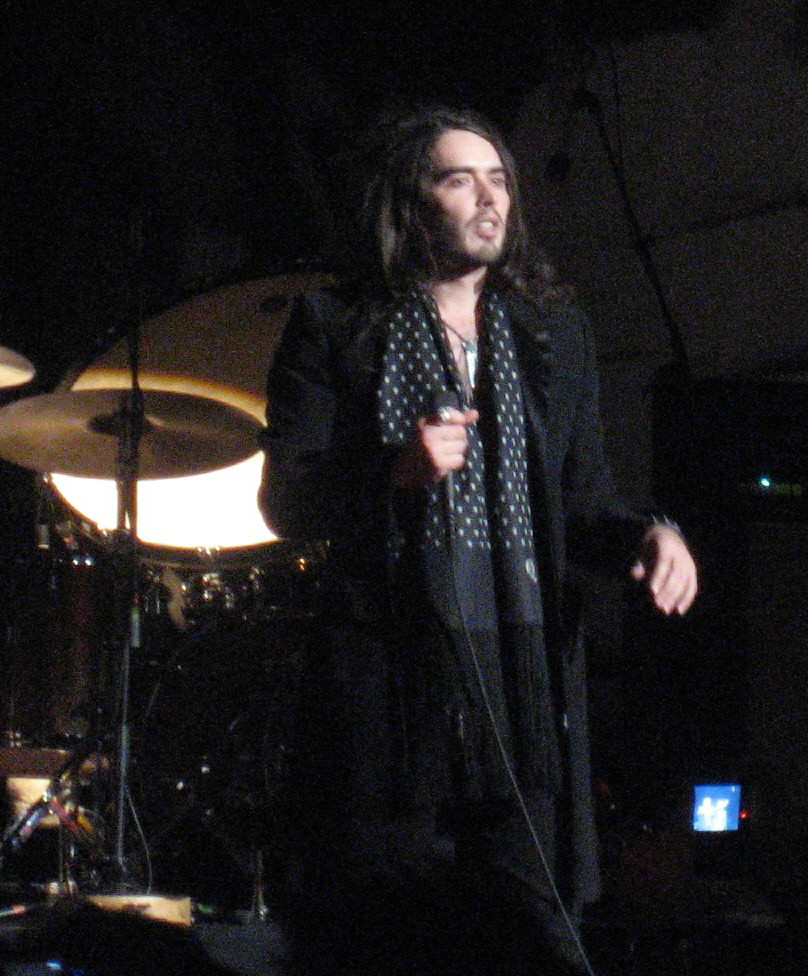
Perry se inspirou para escrever "Hummingbird Heartbeat" depois que ela começou a namorar Russell Brand.

Em entrevista ao YouTube sobre Teenage Dream em agosto de 2010, Perry revelou que "Hummingbird Heartbeat" foi uma das primeiras músicas que ela escreveu para o álbum depois que ela terminou sua turnê Hello Katy Tour (2009).
Quando se fala sobre a canção, Perry disse que teve a primeira ideia para a música, enquanto ela estava em sua cidade natal de Santa Barbara, na Califórnia:
| “ | "Eu estava no café da manhã quando eu vi esse beija-flor, beija-flor e tomava café da manhã bem ... e eu não sei se você sabe, mas beija-flores são, supostamente, boa sorte e eu estava pensando em beija-flores. Que eu estava pensando" Quão rápido faz o seu coração bater?, Como "quantos batimentos por minuto? E usando essa ideia como uma ideia para alguém que faz você se sentir, em vez de as borboletas, fazendo seu coração bater muito, muito rápido". | ” |

## Composição
"Hummingbird Heartbeat" é uma canção dos gêneros glam metal, rock, e música eletrônica de ritmo acelerado, com influências musicais de dance-pop.. A canção também possui importantes influências musicais dos anos 80. "Hummingbird Heartbeat" é escrito na chave de F♯ maior, com um ritmo moderado de 120 batimentos por minuto sobre uma batida moderada. O tom de voz alcançado é A♯3 para a maior nota de D♯5. A introdução e o refrão seguem uma progressão de acordes de F♯/B–C♯–A♯m7–Bmaj9, enquanto os versos seguem um dos D♯m7–C♯–F♯7–Bmaj9 A canção inclui guitarras, bateria acústica, um piano e sintetizadores em sua produção.

## Lançamento e desempenho
Após o sucesso de "Wide Awake", foi anunciado que "Hummingbird Heartbeat" seria lançado como o nono single de Teenage Dream, na Austrália e no Reino Unido. A canção foi enviada para rádio na Austrália na semana de 17 de Setembro de 2012. "Hummingbird Heartbeat" estreou no número 59 na Austrália Hot 100 Airplay Chart em 24 setembro de 2012. Na semana seguinte, ele chegou a sua posição de pico de 34.

## Recepção da crítica
Tom Thorogood revisor da MTV News deu uma avaliação positiva para música, rotulando-a como uma forte escolha como single e chamando-a: "boa companheira para Teenage Dream", a história dos pássaros e as abelhas "é mais madura com guitarras apropriadas." Jeb Inge da The Journal chamou "Hummingbird Heartbeat" de a música mais forte do álbum, enquanto Michael Gallucci da The Scene declarou a música um dos destaques do álbum, e comparou a ele para uma outra música de Perry, "Teenage Dream", acrescentando que os dois eram "bangers de cima para baixo". Gary Trust da Billboard comparou "Hummingbird Heartbeat" com os cinco singles originais de Teenage Dream, e se lançado como um single, ajudaria Perry a ser única artista com seis número singles na Billboard Hot 100. De acordo com Jessica Sager do PopCrush "Hummingbird Heartbeat" é um "pouco de um som estranho". Em 2013, durante uma revisão de quais canções pop que deveriam ter sido singles, os revisores Robert Copsey e Lewis Canto Digital Spy disseram que "apesar de 'Hummingbird Heartbeat' ter sido atendido como o nono single (!!) de Teenage Dream, na Austrália, um vídeo completo para música e um impulso maior em todo o mundo teria sido mais satisfatório".

## Paradas musicais
| Parada musical (2010-2012)                    | Melhor posição |
| --------------------------------------------- | -------------- |
| Coreia do Sul International Singles (Gaon)    | 124            |
| Austrália Hot 100 Airplay (The Music Network) | 34             |